# Nightrage
Nightrage es una banda sueco-griega de death metal fundada en Salónica, por el guitarrista Marios Iliopoulos (ex-Exhumation) y su mejor amigo Gus G. quienes después se trasladaron a Gotemburgo, Suecia.

## Historia

### Sweet Vengeance
El primer álbum de la banda fue Sweet Vengeance, el cual lanzaron en el 2003 con el baterista de The Haunted, Per Möller Jensen, el bajista Brice Leclercq y como vocalista y mánager Tomas Lindberg (ex-At the Gates). Sweet Vengeance también cuenta con la participación en las voces limpias de Tom S. Englund de Evergrey. De este álbum también se filmó un video, el de la canción "Gloomy Daydreams" , con Gus G. en las voces.

### Descent into Chaos
Su segundo trabajo fue el álbum Descent into Chaos, el cual fue lanzado en el año 2005 y la banda cambió a la mayoría de sus integrantes. Fotis Benardo estuvo a cargo de la batería, Henric Carlsson, quien tocaba en la banda Cipher System, quedó a cargo del bajo. Mikael Stanne, vocalista de la famosa banda Dark Tranquillity, participó en la canción "Frozen", con las voces limpias.
El 10 de julio de 2005, se anunció que Tomas Lindberg había decidido abandonar la agrupación por una dificultad de trabajo y su papel en la banda le impedía dedicarle tiempo a sus otros proyectos. Pero poco tiempo después fue reemplazado por Jimmie Strimell.
Cuando Gus G. fue invitado a participar con Arch Enemy en el Ozzfest del 2005, fue reemplazado por Pierre Lysell durante una serie de giras que tuvo Nightrage junto a la banda Bolt Thrower, Gus salió definitivamente de la banda en el 2006 y su lugar fue tomado por Christian Muenzer, de la banda Necrophagist. A su salida, Gus le dedicó más tiempo a su otra banda, Firewind. Poco tiempo después, Fotis Benardo decide abandonar también Nightrage y decidió integrarse a Septic Flesh.

### A New Disease Is Born
Su tercer trabajo, A New Disease Is Born, fue lanzado en el 2007 y una vez más hubo cambios en los integrantes; Fotis Benardo fue reemplazado por Svenningson en la batería. Gus G fue reemplazado por el famoso guitarrista sueco Olof Mörck de la banda Dragonland. El título del álbum se basó en la letra de la canción "Drug", de su álbum pasado. De este álbum también se filmó un video, el de la canción "Scathing", dirigido por Bob Katsionis.
Después de realizar el álbum A New Disease Is Born Alex Svenningson y Jimmie Strimell abandonaron la banda para enfocarse más en su proyecto de música pop. Tiempo después el bajista Henric Karlsson también abandonó Nightrage para dedicarle tiempo a su familia. 
Tiempo después, la banda recluta al vocalista Antony Hämäläinen de la banda Burn Your Halo, al bajista Anders Hammer de Dragonland, y el baterista Johan Nunez de Suicide of Demons. 
El 20 de septiembre de 2008, Nightrage anunció que el título de su nueva producción será Wearing A Martyr's Crown. También se anunció que este álbum fue producido y dirigido por Fredrik Nordström en el Studio Fredman.

### Wearing a Martyr's Crown
Wearing a Martyr's Crown fue lanzado el 23 de junio de 2009 en Europa y Japón. El álbum recibió críticas positivas.[cita requerida] De acuerdo con lo que dijo la prensa:

Wearing A Martyr's Crown muestra a NIGHTRAGE más maduros que antes, pero actualmente su situación es un poco diferente ya que están experimentando con ideas más frescas — aunque siempre dentro de los límites que ha marcado el nombre de NIGHTRAGE desde sus inicios; pura brutalidad la cual gira en torno a una base melódica acompañada de un excelente trabajo de guitarras que evocan emociones de una profunda melancolía. Adentrándose en una multitud de visiones líricas y musicales, este cuarto "opus" de los internacionales mártires del melodic death metal se encamina en un viaje multi nivel dentro de las profundidades más oscuras de la psique humana, de la inutilidad del comportamiento humano y de los recovecos menos iluminados de las indecibles arcanas. Se espera que estos once encantamientos incendien tu alma, dejándola aún con las ganas de regresar por más y más."

El 18 de febrero de 2010 Nightrage lanzó su tercer video musical de la canción Wearing a Martyr's Crown durante una gira por Grecia. Este video fue dirigido de nueva cuenta por Bob Katsionis y fue grabado en los estudios Zero Gravity en Atenas.[cita requerida]

### Insidious y Gira Mundial
Esta gira, titulada "Frets Of Fury", comenzó el 9 de octubre del año 2011 con el fin de promocionar su nuevo álbum, la cual tuvo lugar en Norteamérica, al lado de Firewind y Arsis.
En abril de 2012, regresaron a Europa en una gira con Demon Hunter y Deadlock.
Un año después la banda encabezaría su primera gira por Japón, acompañados por la banda de death metal Psycroptic.
Olof Mörck anunció su salida de la banda desde el año 2011, se asume que el motivo fue que quería dedicarle más tiempo a su proyecto Amaranthe. Lo mismo con Antony Hämäläinen y Johan Nunez, quienes dos años más tarde, en el 2013, anunciaron su salida de la banda para enfocarse en sus respectivos proyectos musicales.

## Integrantes
Miembros actuales
- Marios Iliopoulos − guitarra
- Ronnie Nyman – voz
- Magnus Söderman - guitarra
- Francisco Escalona - bajo
- Dino George Stamoglou - batería

Miembros de sesión actuales
- Jesper Strömblad – guitarra

Miembros pasados
- Antony Hämäläinen − voz
- Tomas Lindberg − voz
- Jimmie Strimell - voz
- Olof Mörck − guitarra
- Gus G. − guitarra, voces en los demos
- Anders Hammer − bajo
- Henric Karlsson − bajo
- Brice Leclercq − bajo
- Fotis Benardo −  batería
- Alex Svenningson − batería
- Johan Nunez − batería
- Lawrence Dinamarca - batería
- Constantine - guitarra

Miembros de sesión pasados
- Per Möller Jensen − batería
- Tom S. Englund - voces limpias
- Mikael Stanne - voces limpias
- Apollo Papathanasio - voz limpia

Miembros de sesión en directos
- Nicholas Barker − batería
- Pierre Lysell − Guitarra
- Christian Münzner − Guitarra

## Discografía

### Demos
- Demo (2001)
- Demo 2 (2002)
- Demo 3 (2002)

### Álbumes de estudio
- Sweet Vengeance (2003)
- Descent into Chaos (2005)
- A New Disease Is Born (2007)
- Wearing A Martyr's Crown (2009)
- Insidious (2011)
- The Puritan (2015)
- The Venomous (2017)
- Wolf to Man (2019)

### EP
- Macabre Apparitions (2011)

### Recopilatorios
- Vengeance Descending (2010)